# Rio Grande (monitor)
O Rio Grande foi o segundo monitor da classe Pará construído para a Marinha do Brasil durante a Guerra do Paraguai no final da década de 1860. O Rio Grande participou na Passagem de Humaitá em fevereiro de 1868 e forneceu apoio de fogo ao exército pelo resto da guerra. O navio foi destinado à Flotilha do Alto Uruguai após a guerra. Em 1907, o Rio Grande foi sucateado.

## Design e descrição
Os monitores fluviais da classe Pará foram projetados para atender à necessidade da Marinha do Brasil em possuir navios blindados, de pequeno calado e capazes de suportar fogo pesado. A configuração do monitor foi a escolhida porque o projeto com torres não apresentava os mesmos problemas de abordagem de navios e fortificações inimigas que os couraçados casamata já em serviço no Brasil apresentavam. A torre de canhão oblonga ficava numa plataforma circular que tinha um pivô central. Era girada por quatro homens através de um sistema de engrenagens; eram necessários 2,25 minutos para uma rotação completa de 360 graus. Um rostro de bronze também foi instalado nesses navios. O casco foi revestido com metal Muntz para reduzir a bioincrustação.
A sua construção, assim como a dos outros da sua classe, foi inspirada nos estudos e experiências de combates da Guerra Civil Americana e da própria guerra do Paraguai, além de ser considerado uma inovação em sua época. Apenas britânicos, franceses e norte-americanos possuíam tais embarcações. Os navios mediam 39 metros de comprimento, com uma boca de 8,54 metros. Eles tinham um calado de entre 1,51 e 1,54 metros e deslocavam 500 toneladas. Com apenas 0,3 metros de borda livre tiveram que ser rebocados entre o Rio de Janeiro e a sua área de operação. A sua tripulação era composta por 43 oficiais e homens.

### Propulsão
Os navios da classe Pará tinham duas máquinas a vapor de ação direta, cada uma dirigindo uma hélice de 1,3 metros. Os seus motores eram movidos por duas caldeiras tubulares a uma pressão de 59 psi. Os motores produziram um total de 180 cavalos de potência indicados que deu aos monitores uma velocidade máxima de 8 nós em águas calmas. Os navios carregavam carvão suficiente para um dia.

### Armamento
O Rio Grande carregava um canhão Whitworth de 70 libras na sua torre de canhão. O canhão de 70 libras tinha uma elevação máxima de 15 graus e tinha um alcance máximo de 5540 metros. A arma de 70 libras pesava 3892 kg e disparava um projéctil de 140 milímetros que pesava 36,7 kg. Uma característica incomum é que a estrutura de ferro, criada no Brasil, foi projetada para girar verticalmente com o cano do canhão; isso foi feito de modo a minimizar o tamanho da porta do canhão através da qual projecteis do inimigo poderiam entrar.

### Armadura
O casco dos navios da classe Pará era feito de três camadas de madeira que se alternavam na orientação. Tinham uma espessura de 457 milímetros e eram cobertas com uma camada de madeira de peroba-comum de 102 milímetros. Os navios tinham um cinturão de linha de água completo de ferro forjado, com uma altura de 0,91 metros; ele tinha uma espessura máxima de 102 milímetros a meio da embarcação, diminuindo para 76 milímetros e 51 milímetros nas extremidades do navio. O convés curvo foi blindado com ferro forjado de 12,7 milímetros.
A torre do canhão tinha a forma de um retângulo com cantos arredondados. Foi construído de forma muito semelhante ao casco, mas a frente da torre era protegida por uma armadura de 152 milímetros, os lados em 102 milímetros e a parte traseira em 76 milímetros. O seu teto e as partes expostas da plataforma sobre a qual repousava eram protegidos por 12,7 milímetros de armadura. A casa do piloto blindada foi posicionada à frente da torre.

## Serviço
O batimento de quilha do Rio Grande deu-se no Arsenal de Marinha da Corte no Rio de Janeiro, no dia 8 de dezembro de 1866, durante a Guerra do Paraguai, que viu a Argentina e o Brasil aliarem-se contra o Paraguai. O navio foi lançado em 17 de agosto de 1867 e concluído em 3 de setembro de 1867. Ele chegou a Montevidéu em 6 de janeiro de 1868 e subiu o rio Paraná através dos seus próprios meios, embora a sua passagem mais a norte tenha sido bloqueada pelas fortificações paraguaias em Humaitá. No dia 19 de fevereiro de 1868, seis couraçados brasileiros, incluindo o Rio Grande, passaram por Humaitá à noite. O Rio Grande e os seus dois navios irmãos, os monitores Alagoas e Pará, foram amarrados aos couraçados maiores para o caso de algum motor deles ficar inoperacional pelos canhões paraguaios. O encouraçado Barroso liderou com o Rio Grande, seguido pelo Bahia com o Alagoas e Tamandaré com o Pará. Os dois últimos navios ficaram danificados ao passar pelas fortificações e tiveram que ser encalhados para evitar que afundassem. O Rio Grande continuou rio acima com os outros navios ainda operacionais e eles bombardearam Assunção em 24 de fevereiro. No dia 23 de março, Rio Grande e Barroso afundaram o a embarcação inimiga Igurey. Na noite de 9 de julho soldados paraguaios em canoas tentaram embarcar nos dois navios brasileiros, mas só conseguiram embarcar no Rio Grande, onde mataram o capitão do navio e alguns tripulantes. Os tripulantes restantes trancaram as escotilhas do monitor e o encouraçado Barroso conseguiu matar ou capturar quase todos os paraguaios no convés. Em 15 de outubro ele bombardeou o Forte de Angostura na companhia do Brasil, Silvado, Pará, Alagoas e Ceará.
Depois da guerra, o Rio Grande foi designado para a recém-formada Flotilha do Alto Uruguai, com base em Itaqui. Foi atracada em Ladário para passar por um processo de reconstrução em 1899, mas este nunca foi concluído, levando mais tarde a que o navio fosse sucateado em fevereiro de 1907.